# Lunca Bisericii, Alba
Lunca Bisericii este un sat în comuna Vidra din județul Alba, Transilvania, România. La recensământul din 2002 avea o populație de 70 locuitori.